# Spannmålstork

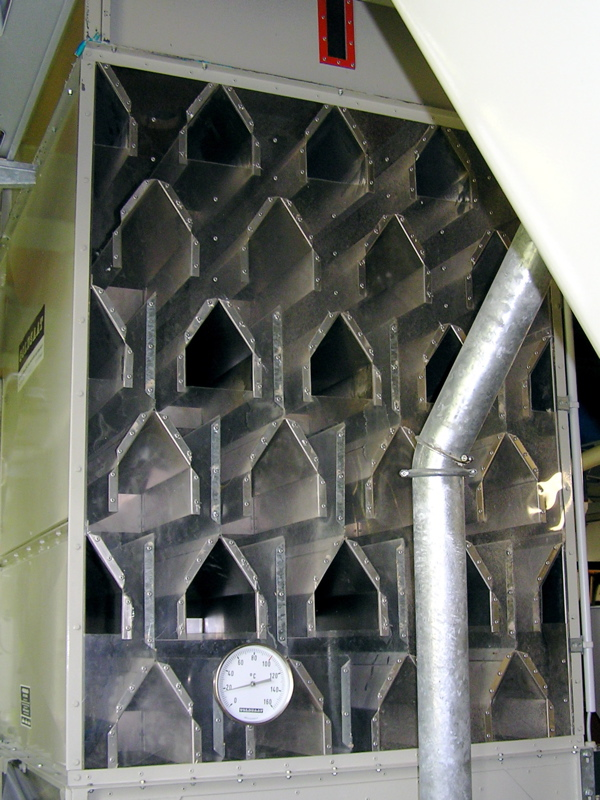
Spannmålstork

Spannmålstork är en anordning där spannmål, som skördats med hög vattenhalt, torkas. För att lagra spannmål längre tid bör vattenhalten inte överstiga 14 % för kvarnvete. Vanligen finns minst en silo i torkens omedelbara närhet.
På bilden till höger syns spannmålstorkens balkar. Spannmålen passerar balkarna vertikalt, uppifrån och ner. Uppvärmd luft blåses in längs balkarna, tvärs spannmålens riktning. 
Längre ner kommer kylzonen där spannmålen kyls ner, även här fortsätter torkningen.    

För fodervete gäller max 14,5 % vattenhalt, detta gäller också spannmål för etanol/energi. 
Att spannmålen inte innehåller för mycket vatten kontrolleras vid leverans av uppköpare, som exempelvis Lantmännen. 
Att vattenhalten inte är för hög är viktigt för att undvika mögelangrepp. Behovet av att torka den skördade spannmålen varierar mycket från år till år, beroende på väderleken i skördetiden.  
I vissa intervall kan en minskning av vattenhalten med 1 - 3 % innebära en fördubbling av lagringstiden. 
Ett antal sädesslag odlas i Sverige, vanligen för brödsäd eller för djurfoder. Beroende på klimatet behöver alla torkas mer eller mindre en vanlig säsong. 

## Ändamål
För att kunna lagra spannmål en längre tid måste vattenhalten sänks till cirka 14%. Är vattenhalten för hög är det svårt att förhindra mögelangrepp.
Visserligen finns det höstar med perfekta, torra väderförhållanden under skörden - de år då torken inte behövs, men det sker inte så ofta i Sverige. 
Behovet av spannmåltorkar är olika i olika länder beroende på klimatet.

## Uppbyggnad och funktion
Numera är en spannmålstork en plåtkonstruktion, ett vertikalt schakt där spannmålen körs upp till toppen av torken med hjälp av en transportanordning, medan spannmålen sedan rör sig neråt i konstruktionen möter den uppvärmd luft som tar med sig vatten från spannmålen, det vill säga spannmålen torkas. På bilden intill syns balkarna, fläktar blåser in varmluft i balkarna, och spannmålen rinner ner mellan balkarna. 
Längre ner möter spannmålen kall luft som ska kyla av varan. Det kallas kylzonen. Det är viktigt för kvaliteten att varan kyls rimligt fort. Även vid kylningen transporteras en del vatten bort - dvs spannmålen torkar ytterligare lite under kylningen.  
Den första som torkar på kornet är det yttre skiktet. Det kommer därför att ske en utjämning, under några timmar efter torkningen. Under denna utjämning vandrar vatten från kärnan i kornet ut i de yttre delarna.
Behovet att torka spannmålen varierar mycket från säsong till säsong. Även om inte torken används en säsong är ett visst underhåll och översyn nödvändigt, om den ska fungera året därpå. Ordentlig rengöring är viktigt inte minst på grund av brandfaran. 
För att värma luften till spannmålstorken används olika energikällor. En halmpanna kan vara ett ekonomiskt alternativ, speciellt om man själv har halmen. 
Ett normalt år producerar Sverige cirka 2 miljoner ton vete totalt. Av detta går ungefär 1,3 miljoner ton till kvarnar i Sverige och andra länder. Resten blir foder och energi. 2008 var inget normalt år för svenska odlare på grund av det olämpliga vädret. På sina håll producerades mycket lite vete av kvarnkvalitet.

## Automatisk styrning
I den hektiska skördetiden körs torkar ofta i dygnsdrift. Detta innebar ofta tidigare att man hade en säng vid torken där operatören kunde vila sig korta stunder. 
Idag[när?] har man vanligen hjälp av en elektronisk styrning som kan köra torken likt en autopilot i ett flygplan och i förekommande fall även optimera torkprocessen för effektivitet, bästa kvalitet och minimal energiförbrukning. 

## Kontinuerliga torkar och satstorkar
Man skiljer på två huvudtyper av torkar, kontinuerliga och satstorkar. I den kontinuerliga fylls spannmål på kontinuerligt och varan passerar alltså endast genom torken en gång. Är varan våt blir det en långsam färd genom torken, är den torrare går det fortare. 
I en satstork däremot fylls en sats spannmål på, och hela satsen torkas färdig och matas sedan ut. 
I en kontinuerlig tork kan styrningen, med hjälp av en sensor monterad inne i spannmålsströmmen, reglera utmatningen. Är spannmålen mycket våt minskas utmatningen, och är spannmålen torrare kan utmatningen ökas på. 
I en satstork körs varan runt tills hela satsen är torr, det innebär att varan kan passera genom torken flera gånger. 
Då det finns många tillverkare av spannmålstorkar, finns det också många varianter och mellanting av det två huvudtyper vi nämnt ovan. 

## Mobila spannmålstorkar
Har man sin odlingsmark uppdelad på flera mindre arealer, kan en mobil tork vara lämplig. Den kan flyttas mellan olika fält, och givetvis även flyttas mellan olika användare. 
En mobil tork kan också lätt säljas, tack vare att den är just mobil.  

## Varumärken
De största svenska leverantörerna av spannmålstorkar (i alfabetisk ordning) är:
- AB AKRON-maskiner[2]
- Mundus Maskin AB
- Svenska Antti AB [3]
- Tornum AB [4]
- Pedrotti Mobiltorkar (Farm Mac AB)

### Fotnoter
1. 1 2  Toftdahl Olesen,H : Grain Drying, ISBN 87-981315-2-4
2. ↑  http://www.akron.se/
3. ↑  http://www.svenska-antti.se/
4. ↑  http://www.tornum.se

### Webbkällor
- http://www.lantbruksforskning.se/?id=7086&cid=3065&catid=2248&ShowArchive=1
- http://www.lantbruksforskning.se/?